# Supercopa da França de 2018
A Supercopa da França de 2018 ou Trophée des Champions 2018 foi a 23ª edição do torneio, disputada em partida única entre o vice-campeão da Ligue 1 de 2017–18 (Monaco) e o campeão da Ligue 1 de 2017–18 e da Copa da França de 2017–18 (Paris Saint-Germain). O jogo será disputado no Shenzhen Universiade Sports Centre em Shenzhen.

## Participantes
| Equipe              | Classificação                                                |
| ------------------- | ------------------------------------------------------------ |
| Monaco              | Vice-campeão da Ligue 1 de 2017–18                           |
| Paris Saint-Germain | Campeão da Ligue 1 de 2017–18 e da Copa da França de 2017–18 |

## Partida
| 4 de agosto de 2018 | Paris Saint-Germain                         | 4 – 0     | Monaco | Shenzhen Universiade Sports Centre, Shenzhen |
| 13:00               | Di María 32', 90+2' · Nkunku 39' · Weah 67' | Relatório |        | Público: 41 237 Árbitro: FRA Ruddy Buquet    |

| PSG | Monaco |

## Campeão
| Supercopa da França de 2018   |
| ----------------------------- |
| Paris Saint-Germain 8° título |